# Nikon D90
Nikon D90 — цифровой зеркальный фотоаппарат среднего класса компании Nikon, ориентирован на фотолюбителей и энтузиастов, а также профессионалов с ограниченным бюджетом. Представлен 27 августа 2008 года как замена предшествующей модели Nikon D80. Вместе с фотоаппаратом представлен объектив Nikkor AF-S DX 18-105mm f/3.5-5.6G ED VR.
Несмотря на то, что на официальном японском сайте Nikon модель D90 числится как снятая с производства с мая 2011 года, по состоянию на начало 2013 года модель указана на многих других официальных сайтах как актуальная и позиционируется между моделями D5100 и D5200, с одной стороны, и D7000, с другой, а также имеется в наличии в магазинах. Стоимость версии без объективов на официальных сайтах — 900 долларов в США, 27 000 рублей в России.

## Описание
Nikon D90 представляет собой цифровую зеркальную камеру (DSLR) с 23,6×15,8 мм светочувствительной CMOS-матрицей формата Nikon DX (кроп-фактор 1,5) Sony IMX-038-BQL с разрешением 12,3 мегапикселей (максимальное разрешение снимка — 4288×2848).

### Отличия от Nikon D80
Основные отличия по сравнению с выпущенной в 2006 году модели Nikon D80:
- 12,3 Мп CMOS-матрица (10,2 Мп CCD у D80);
- Возможность съёмки видео в формате HDTV 720p (1280x720) со скоростью 24 кадра в секунду, звук моно;
- 3-дюймовый 920.000-точечный LCD-экран (2,5"/230.000-точечный у D80);
- Возможность использования экрана в качестве видоискателя («LiveView»);
- Система очистки матрицы от пыли;
- Скорость съёмки до 4,5 кадров в секунду (до 3 кадров в секунду у D80);
- Возможность расширения чувствительности ISO до диапазона 100—6400;
- Улучшенная система шумоподавления;
- Добавлен следящий 3D-автофокус;
- Активный D-lighting;
- Легкие изменения дизайна корпуса и элементов управления;
- Возможность работать с множеством NCP профилей (Nikon Picture Control);

## Совместимость
Фотоаппарат Nikon D90 совместим с объективами с байонетом Nikon F. В качестве дополнительных аксессуаров к нему могут быть подключены:
- Беспроводной пульт дистанционного управления ML-L3 и спусковой тросик MC-DC2;
- Батарейная ручка MB-D80;
- GPS-модуль GP-1.

## Продажи
Согласно данным издания BCNRanking, в 2009—2010 годах D90 был в тройке самых продаваемых камер на японском рынке: третье место (9,1 %) среди всех фотоаппаратов со сменными объективами в 2009 году и второе место (12,4 %) в 2010 году. В 2011 у D90 — шестое среди всех зеркальных фотоаппаратов, проданных в Японии.

## Награды
Nikon D90 стал лауреатом премии TIPA (Technical Image Press Association) 2009 года в номинации «Best Digital SLR Advanced».